# Piranga roseogularis
Piranga roseogularis е вид птица от семейство Cardinalidae.

## Разпространение
Видът е разпространен в Белиз, Гватемала и Мексико.